# سيمون فيندونو
سيمون فيندونو (بالفرنسية: Simon Feindouno)‏، لاعب كرة قدم غيني. لعب لعدة أندية إماراتية وهي اتحاد كلباء ودبي وعجمان والشعب والعربي ومسافي.